# Serra de Baussitges
La Serra de Baussitges és una serra situada al municipi d'Espolla, a la comarca de l'Alt Empordà, amb una elevació màxima de 530 metres.